# Mírzá `Abbás-i-Núrí
Mírzá `Abbás-i-Núrí, (in persiano ميرزا عباس نوري‎), conosciuto più comunemente  come Mírzá Buzurg (fl. XIX secolo), è stato il padre di Bahá'u'lláh, il fondatore della Religione bahai.
Mírzá Buzurg era un nobile persiano della provincia di Núr, che era stato al servizio, come visir, di Imám-Virdi Mírzá, il dodicesimo figlio di Fat′h Ali Shah Qajar; successivamente era stato nominato governatore di Borūjerd e Lorestan.

## Biografia
Mírzá Buzurg, figlio di Mírzá Riḍá-Qulí Big, figlio di Mírzá `Abbás, figlio di Ḥájí Muḥammad-Riḍá Big, figli di Áqá Muhammad-`Ali, figlio di Áqá Fakhr, figlio di Shahríyár-Ḥasan, ebbe sette mogli e almeno quindici figli.
Mírzá Buzurg prosperò nella sua attività pubblica fino alla morte di Fath Ali Shah e fino alla salita al potere di Mohammad Shah Qajar, che regnò dal 1834 al 1848, quando si scontrò con il malvolere del gran visir di quest'ultimo, Haji Mirza Aqasi, e perse, con la sua posizione pubblica, molta della sua considerevole ricchezza.
Dopo inutili tentativi di recuperare i propri beni, che era stato costretto a svendere, decise di ritirarsi in Iraq, ma morì prima nel 1839. Il suo corpo fu trasportato e seppellito a Najaf; gli sopravvissero sette figli e cinque figlie.